# Bauplastik an Brücken in München

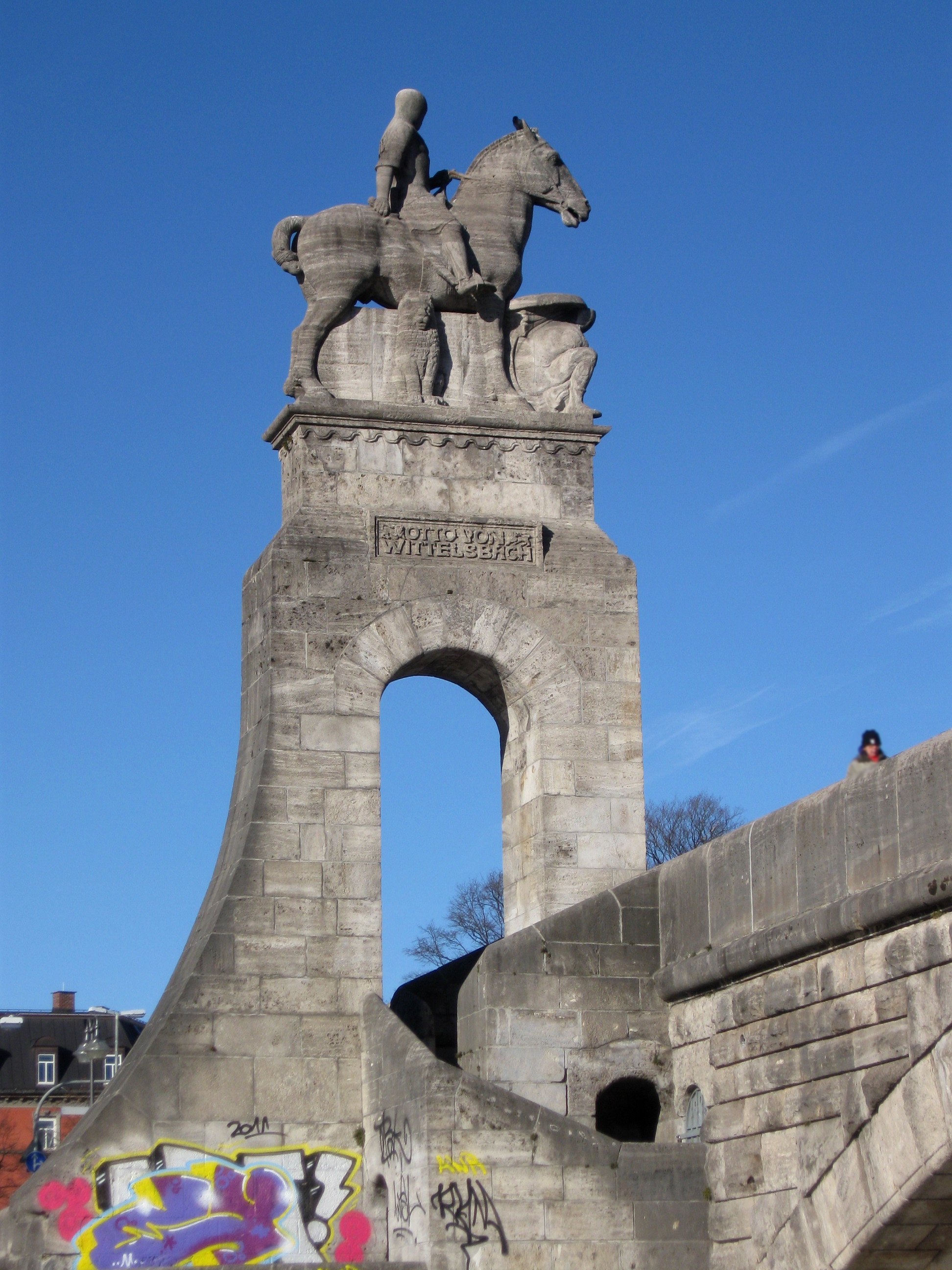
Reiterstandbild Ottos I. auf der Wittelsbacherbrücke

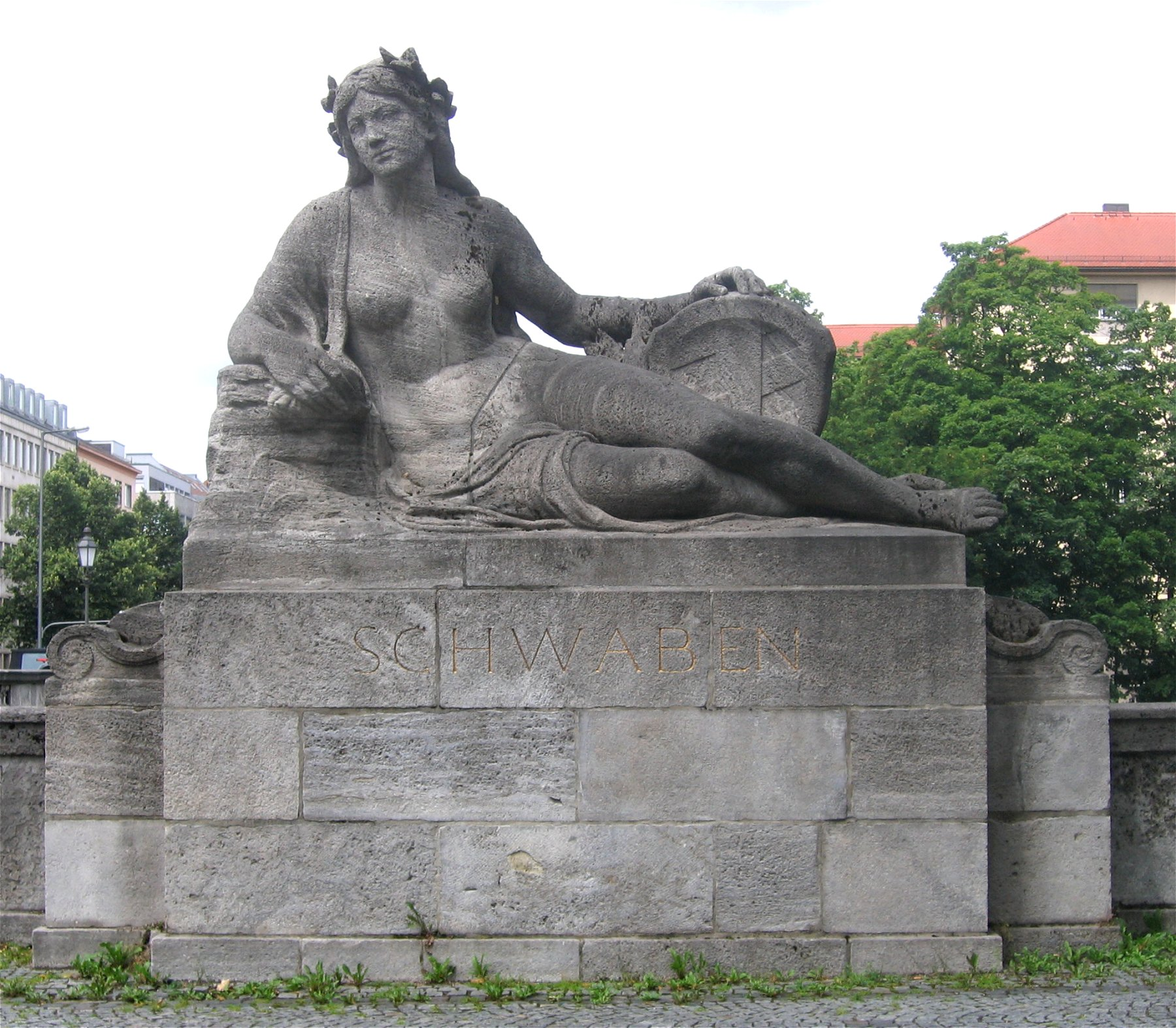
Personifikation Schwabens auf der Luitpoldbrücke

Diese Seite gibt einen Überblick über Bauplastik an Brücken in München, also über Kunstwerke der Bildhauerei, die beim Bau der Brücken als figürlicher Schmuck derselben erstellt wurden. Da sechs der großen Isarbrücken 1901 bis 1905 im Rahmen eines großen Brückenbauprogramms entstanden, ähneln sich deren Bauplastiken in Stil und Ausführung.

## Kunstwerke
- Wittelsbacherbrücke (Südseite)
  - Reiterstandbild von Otto I. (1117–1183, Herzog von Bayern 1180–1183), 1905 von Georg Wrba
- Ludwigsbrücke, an den Brückenköpfen, Allegorische Sitzfiguren von 1894/95
  - „Flößerei“, von Hugo Kaufmann
  - „Industrie“, von Syrius Eberle
  - „Fischerei“, von Hermann Hahn (zerstört)
  - „Kunst“, von Hugo Kaufmann (nach Zerstörung ersetzt 1979 von Elmar Dietz)
- Praterwehrbrücke
  - Figur des Brückenheiligen Johannes Nepomuk, 1857, Bildhauer unbekannt, 1974 restauriert von Willi Hohl
- Maximiliansbrücke (Nordseite)
  - Figur der Pallas Athene, 1906 von Franz Drexler
- Luitpoldbrücke, Liegeskulpturen (Symbole der Stammesgebiete Bayerns),  1901
  - Jäger (für Altbayern), von Hermann Hahn, erneuert 1954 von Joseph Wackerle
  - Frau mit Trauben (für die Pfalz), von August Drumm
  - Fischer (für Franken), von Balthasar Schmitt
  - Frau mit Schild (für Schwaben), von Erwin Kurz
- Max-Joseph-Brücke, Liegeskulpturen (Symbole der vier Elemente), umgeben von auf das jeweilige Element bezogenen Reliefs,  1901 von den Bildhauern Heinrich Düll, Georg Pezold, Max Heilmaier und Eugen Mayer-Fassold
  - Erde
  - Wasser
  - Luft
  - Feuer